# 액션캠 (텔레비전 프로그램)
액션캠은 울산문화방송의 교양 프로그램으로, 매주 토요일 저녁 8시 50분에 편성되었다. 또한 프로그램의 소재는 '1인칭 현장시점 리얼 스토리'를 표방한 것으로 드러난다.

## 방송 일정
- 울산 MBC-TV : 매주 토요일 밤 8시 50분 ~ 9시 50분
- MBC NET : 매주 일요일 밤 9시 ~ 10시

## 출연진
- 연출 : 민희웅, 김밀
- 진행 : 김남훈, 이남미
- 작가 : 양지영, 김유정, 박영심, 송정빈

## 비고
- 좌충우돌 만국유람기와 달리 문화방송 서울 본국 TV 방송사(MBC TV)에서는 재방송이 전무한 프로그램이기도 하다.
- 40편 중 시즌 1과 시즌 2 모두 20부작으로 편성되었다.
- 뜻은 웨어러블(wearable) 디지털 소형 카메라를 의미한다.